# میدان نفتی شرق تگزاس
میدان نفتی شرق تگزاس (انگلیسی: East Texas Oil Field) از میدان‌های نفتی ایالات متحده آمریکا است، که در سال ۱۹۳۰ کشف شد.